# Blepharis tanganyikensis
Blepharis tanganyikensis là một loài thực vật có hoa trong họ Ô rô. Loài này được (Napper) Vollesen mô tả khoa học đầu tiên năm 2000.